# Candeias Nunes
António Joaquim das Candeias Nunes (Portimão, Algarve, 30 de Novembro de 1935 - Portimão, 5 de Março de 2011) é um poeta português.
Nos anos 50 esteve ligado à criação do Cineclube de Portimão e do Grupo Amigos de Portimão. Foi um dos poetas algarvios publicados na colecção de poesia A Palavra, dirigida por Casimiro de Brito. É da sua autoria o livro O Tempo e os Sinais, nº 6 da referida colecção, publicado em 1964. Publicou ainda o livro Proémio, na Antologia Poética Luso-Hispânica, colecção de pequenos livros de poesia de poetas de expressão ibérica. No princípio dos anos 70 colaborou no Jornal do Algarve. Após o 25 de Abril de 1974, foi vogal da Comissão Administrativa da Câmara Municipal de Portimão. É pai de Jorge Candeias.